# Avtošola (slovenski film)
Avtošola je slovenski komično kriminalni film iz leta 2015. Režiral ga je Janez Burger, ki je scenarij napisal z Ano Lasić.

### Zgodba
Tajkun Robert hoče za gradnjo nakupovalnega centra imeti zemljišče, na katerem stoji avtošola najboljšega prijatelja inštruktorja Jožeta, ki uči Robertovo razvajeno hčer Lijo kljub očetovi prepovedi. Oče jo kaznuje z ukinitvijo kreditnih kartic. Jožeta je žena Ema vrgla iz hiše, kasneje pa se izkaže, da je prav ona Robertova ljubimka. Vanj se je zaljubila, ko jo je njen oče Stane poslal k svojemu rivalu Robertu, da bi odkrila njegove poslovne načrte. Lija in Jože postaneta detektivska sodelavca in izsiljujeta Roberta.

### Produkcija
Za razvoj projekta je Filmski sklad RS Starigari leta 2004 namenil 5 milijonov tolarjev (ok. 20.865 evrov). Snemanje je trajalo 25 dni, med 14. avgustom in 22. septembrom 2013, v Ljubljani z okolico, na Igu, v Podpeči in Dragočajni. Film je nastal v produkciji Igranega programa RTV Slovenija.

## Odziv pri kritikih in gledalcih

### Kritiki
Marcel Štefančič jr. je napisal, da film ne pove nič novega in pametnega o korupciji ter da ga spominja na komedije Romana Končarja (ocena: proti).
Mateja Valentinčič je napisala, da je Jože dobrodušni idiot, da so kriminalci neverjetno neumni, poslovnež Robert pa sprejema nelogične odločitve. Po njenem mnenju je oznaka »komično kriminalni« le izgovor za slab scenarij avtorjev, ki ne razumejo nobenega od teh žanrov. Potencialno publiko za ta film je videla v ljubiteljih serije Komisar Rex, ki je bolj ljudsko razvedrilna, kot pa zahtevna.
Ženja Leiler se ni mogla znebiti občutka, da avtorji niso imeli visokih ambicij. Avtošolo je videla kot gledljiv film, katerega glavni namen je zabavati.
Denis Valič je napisal, da ga film spominja na Happy-Go-Lucky (2008) Mikea Leigha in da mu je všeč, da Burger opozarja na problem slovenske obsedenosti z velikimi, brezosebnimi nakupovalnimi središči, ki dušijo male trgovce.

### Obisk v kinu
Film je videlo 3688 gledalcev.

## Zasedba
- Gregor Čušin (Jože)
- Maruša Majer (Lija, Robertova hči)
- Vesna Pernarčič (Ema, Jožetova žena)
- Ivo Ban (Stane, direktor in Emin oče)
- Matjaž Tribušon (poslovnež Robert Kranjc)
- Vlado Novak (Foter, izsiljevalec)
- Vladimir Vlaškalić (Rudi, izsiljevalec)
- Gregor Zorc (Peter)
- Luka Cimprič (Pavle)

## Ekipa
- izvršni producent: Janez Pirc
- fotografija: Jure Černec
- glasba: Drago Ivanuša
- montaža: Miloš Kalusek
- scenografija: Vasja Kokelj
- kostumografija: Jerneja Jambrek
- maska: Anže Košir
- zvok: Robert Sršen